# 大場美和
大場 美和（おおば みわ、1998年3月7日 - ）は、日本のフリークライマー。身長163cm。O型。マネジメント契約先はスポーツビズ。
愛知県岡崎市出身。岡崎市立竜海中学校卒業、光ヶ丘女子高等学校卒業、フェリス女学院大学文学部在学。

## 経歴
父は歯科医。9歳からクライミングを始める。近所にジムがなかったため、父がつくった3面の自宅ウォールで練習に励んでいた。この壁は「MIWA-WALL」と呼ばれ、後に野口啓代や小山田大など名だたる選手が訪れている。知人には不定期に開放され、2015年には「MIWA-CUP」というコンペも開催した。
13歳のとき、JFAユース選手権女子リード種目、第14回JOCジュニアオリンピックカップ大会で優勝。17歳のとき、紀の国わかやま国体山岳競技（少年女子）、IFSCクライミング・アジアユース選手権女子ボルダリングおよびリード種目で優勝。
2015年から、クライミングワールドカップ日本代表に選ばれる。同年、出演したインターネットプロバイダーのCMが1週間でネット再生回数100万回を超え、「校舎をよじ登る女子高生」として話題になった。
2016年、大学進学を期に横浜へ移住、小山田大のクライミングジムでアルバイトをしながら、さらなる活躍を目指す。
同年、映画『笠置ROCK!』で演技初挑戦で初ヒロインに抜擢されたことが明らかとなった。
2018年をもって、スポーツクライミング選手としての現役生活を終え、現在はフリークライマーとして活動している。引退理由について、「競技のクライミングも好きなんですけど、岩を登る事が本当のクライミングだと思っているところがあって、そこからどんどん離れていってしまっているような気がするので。憧れに近づきたいっていう気持ちもあって競技を辞めようかなって思うようになりました」と話している。
山葵が苦手。『朝だ!生です旅サラダ』の高松ロケにて述べている。（2025年3月21日放送)

## 競技会の戦績

### 国際大会
| 年次 | 開催地               | 種目         | 順位 |
| ---- | -------------------- | ------------ | ---- |
| 2016 | スイス、マイリンゲン | ボルダリング | 43位 |
| 2015 | ドイツ、ミュンヘン   | ボルダリング | 27位 |
| 2015 | 中国、海陽           | ボルダリング | 19位 |
| 2015 | 中国、重慶           | ボルダリング | 23位 |
| 2015 | アメリカ、ベイル     | ボルダリング | 27位 |
| 2015 | カナダ、トロント     | ボルダリング | 35位 |

| 年次 | 開催地                   | 種目         | 順位 |
| ---- | ------------------------ | ------------ | ---- |
| 2015 | マレーシア、プトラジャヤ | ボルダリング | 1位  |
| 2015 | マレーシア、プトラジャヤ | リード       | 1位  |
| 2015 | マレーシア、プトラジャヤ | スピード     | 6位  |
| 2013 | インドネシア、スラバヤ   | リード       | 3位  |

| 年次 | 開催地                         | 種目   | 順位 |
| ---- | ------------------------------ | ------ | ---- |
| 2013 | カナダ、セントラル・サーニッチ | リード | 3位  |

### 国内大会
| 年次          | 開催地       | 種目         | 順位 |
| ------------- | ------------ | ------------ | ---- |
| 2016 (第11回) | 加須、埼玉   | ボルダリング | 10位 |
| 2015 (第10回) | 深谷、埼玉   | ボルダリング | 12位 |
| 2014 (第9回)  | 静岡         | ボルダリング | 18位 |
| 2013 (第8回)  | 世田谷、東京 | ボルダリング | 9位  |
| 2012 (第7回)  | 長崎         | ボルダリング | 7位  |
| 2011 (第6回)  | 長崎         | ボルダリング | 9位  |

| 年次          | 開催地         | 種目   | 順位 |
| ------------- | -------------- | ------ | ---- |
| 2014 (第28回) | 大村、長崎     | リード | 10位 |
| 2013 (第27回) | 東久留米、東京 | リード | 13位 |
| 2012 (第26回) | 岐阜           | リード | 21位 |
| 2011 (第25回) | 山口           | リード | 14位 |

| 年次 | 開催地     | 種目   | 順位 |
| ---- | ---------- | ------ | ---- |
| 2015 | 印西、千葉 | リード | 7位  |
| 2014 | 印西、千葉 | リード | 6位  |
| 2013 | 印西、千葉 | リード | 3位  |

| 年次 | 開催地     | 種目   | 順位 |
| ---- | ---------- | ------ | ---- |
| 2012 | 印西、千葉 | リード | 6位  |
| 2011 | 印西、千葉 | リード | 1位  |
| 2010 | 印西、千葉 | リード | 3位  |

| 年次          | 開催地     | 種目   | 順位 |
| ------------- | ---------- | ------ | ---- |
| 2014 (第17回) | 南砺、富山 | リード | 6位  |
| 2011 (第14回) | 南砺、富山 | リード | 1位  |
| 2010 (第13回) | 南砺、富山 | リード | 5位  |

## 岩場での記録
- 二段
  - 豊田 神越渓谷 「ZEN」

## 受賞歴
- 愛知県体育協会 スポーツ栄光賞[2]

## 主な出演

### 映画
- 笠置ROCK!（2017年） - ヒロイン [10]

### テレビドラマ
- オールドルーキー（2022年 TBS） - 本人 役

### テレビ番組
- 朝だ!生です旅サラダ（2023年10月 - 、朝日放送テレビ） - 国内各地の中継及び海外リポーター

### CM
- NTTぷらら モバイルLTE（ウェブCM、2015年）
- リポビタンD
  - Have A Dream（TVCM、2017年、共演：三浦知良）
  - 危機一髪CM復活（ウェブCM、2017年、共演：ケイン・コスギ）